# Александру Одобеску
Александру Одобеску (рум. Alexandru Odobescu; *23 червня 1834, Бухарест — †10 листопада 1895, Бухарест) — румунський письменник, фольклорист, археолог, філолог, педагог, професор археології Бухарестського університету (з 1874). Суспільно-політичний діяч. Член Румунської академії.

## Біографія
Син генерала. З 1850 навчався в Паризькому ліцеї, з 1853 — бакалавр. Потім вивчав літературу і археологію в Паризькому університеті, який закінчив через два роки. У 1858 одружився з дочкою російського державного діяча, міністра Кисельова.
З 1863 служив в кабінеті міністра у справах релігії і освіти, з 1865 чиновником в міністерстві закордонних справ, пізніше — прокурором Апеляційного суду.
Здійснив ряд археологічних експедицій в Румунії, відвідав Швейцарію, Італію, Данію, Росію і Туреччину. Серед іншого, досліджував питання місця поховання румунського князя Влада III Цепеша (Дракули).
Брав участь в реформі румунської мови. Активно виступав проти штучної латинізації румунської літературної мови.
У 1870 був обраний в Румунську академію, призначений керівником Національного театру в Бухаресті.
Виконував дипломатичну роботу. Був секретарем румунської дипломатичної місії в Парижі в 1882.
Наклав на себе руки ввівши собі смертельну дозу морфіну в 1895.

## Творчість

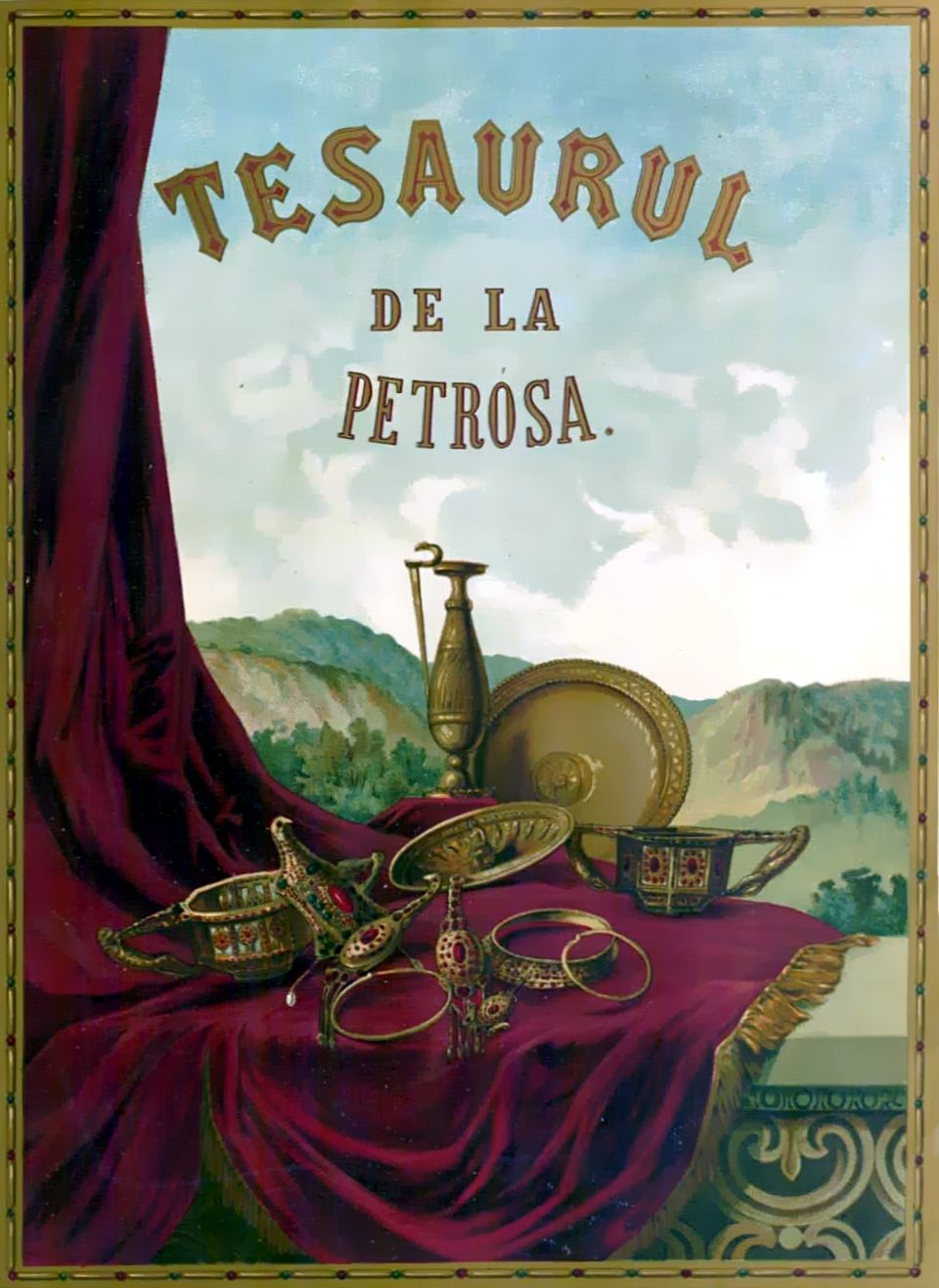
Обкладинка монографії Александру Одобеску «Le Trésor de Petrossa» (Paris, в 3 томах, 1889—1900)

Початок літературної і суспільно-політичної діяльності Одобеску збігся з періодом бурхливого зростання національної інтелігенції Румунії, яка звільнилася від іноземної залежності.
Літературну діяльність почав спільно з Васіле Александрі.
Одобеску сприяв розвитку широкого інтересу до румунської народної творчості, він автор цілого ряду історичних творів: оповідань, новел, есе, повістей і романів, в тому числі, «Mihnea cel Rěu» і «Doamna Khiajna», «Etudes sur les droits et les obligations des monastères roumains dédiés aux Saints Lieux» (1864), «Notice sur la Roumanie», « Le trésor de Petroasa».
Матеріалом для його літературної діяльності служила народна творчість, балади і старі хроніки, які він ретельно вивчав. Одобеску спільно зі своїми співробітниками зібрав і опублікував цінні матеріали по румунському фольклору.

## Вибрані твори і наукові праці
- «Satira Latina» (1855),
- «Minheă Voda cel Rău» (1857),
- «Doamna Chiajna» (1860),
- «Psudocynegeticos, Poetii Vacaresti» (1860),
- «Despre poesia poporană» (1861),
- «Câteva ore la Snagov» (1862),
- «Pseudo-cynegeticos, sau fals tratat de vânătoare» (1875)
- «Pagini regăsite»
- «Istoria de la archeologia» (1874) — історія археології
- «Poetiĭ Văcăresci»,
- «Psaltirea lui Koresi»,
- «Petre Peonaru»
- «Le trésor de Pétrossa» (в 3 томах, 1889—1900).

## Пам'ять
Ім'я письменника і вченого носить зараз комуна Александру-Одобеску жудця Келераші в регіоні Валахія (Румунія).